# Klaus-Dieter Frankenberger
Klaus-Dieter Frankenberger (* 5. Juli 1955 in Darmstadt) ist ein deutscher Journalist und Politikwissenschaftler.

## Leben
Nach dem Abitur in Groß-Gerau studierte Frankenberger an der Johann Wolfgang Goethe-Universität Frankfurt am Main Amerikanistik, Volkswirtschaftslehre und Politikwissenschaft. Das Studium schloss er 1981 mit der Magister-Prüfung ab. Auf das Studium folgte ein längerer Aufenthalt in den USA und eine Tätigkeit als wissenschaftlicher Mitarbeiter am Zentrum für Nordamerika-Forschung ZENAF der Universität Frankfurt.
1985 und 1986 war er Congressional Fellow am Kongress der Vereinigten Staaten, 1990 Marshall Fellow an der Harvard University.
Seit 1986 arbeitet er in der politischen Redaktion der Frankfurter Allgemeinen Zeitung. Seine Schwerpunkte sind die USA und Internationale Politik. Von Beginn des Jahres 2001 bis Ende 2021 war er für das Ressort Außenpolitik hauptverantwortlich. Im Dezember 2021 wurde in der FAZ sein Ruhestand angekündigt.
Frankenberger ist verheiratet und hat drei Kinder.

## Schriften
In seinem Beitrag Mehr Schein als Sein fordert Frankenberger eine Stärkung der Handlungsfähigkeit der EU in Außen-, Sicherheits- und Verteidigungspolitik. Die EU brauche eine „grundsätzliche Verständigung ihrer Mitglieder über ihre außenpolitischen und strategischen Interessen, über deren Bündelung und Strategien zu deren Implementierung“. „Wer der Überzeugung ist, dass es einen europäischen Mehrwert gibt oder geben soll, der wird auch in die Europäische Außen- und Sicherheitspolitik investieren. Was die Europäer bisher getan haben, um – den eigenen Vorgaben und Zeitplänen gemäß – eine Krisenreaktions-Streitmacht auf die Beine zu stellen, ist bestenfalls ein Anfang – ein Anfang, der im übrigen die Kluft zwischen Rhetorik und Finanzierungsbereitschaft kaum verbergen kann.“

## Mitgliedschaften, Verbindungen zur Politik
- Mitglied der Trilateralen Kommission (Stand 2010).[4]
- Mitglied des Beirats der Atlantischen Initiative (Stand Januar 2018).[5]
- Mitglied des 6. Beirats der Bundesakademie für Sicherheitspolitik(seit 2012).[6]
- im März 2011 war er Bosch-Fellow der Transatlantic Academy.[7]
- Contributor des German Marshal Funds of the United States.[8]
- Teilnehmer an der Münchner Sicherheitskonferenz (seit 2009).[9]
- Mitglied im Senat der Deutschen Nationalstiftung (seit 2015)

## Auszeichnungen
Die Steuben-Schurz-Gesellschaft verlieh ihm 2008 ihren undotierten Medienpreis.
2015 wurde er mit dem Karl-Klasen-Journalistenpreis ausgezeichnet.

## Veröffentlichungen (Auswahl)
- Mehr Schein als Sein. Europäische Außenpolitik in der Krise. In: Internationale Politik, 1, Januar 2002, S. 23–26, zeitschrift-ip.dgap.org, ISSN 1430-175X.
- „Ultrakompetitive“ Zukunft. Neues vom globalisierten Auf- und Abstiegskampf. In: Die Politische Meinung, 523, 13. Dezember 2013, kas.de.